# ディストノア
株式会社ディストノア（英称：Distnoah,inc.）とは、2004年創業のライブ配信サービスに出演者を供給する目的で創立された企業である。現在はオーガニックデカフェを主体としたカフェや不動産業も手掛けており、事業部が増えたことで主に配信サービスに関わる事業名（レーベル）をライバー事業においてはピリタマゴとし、チャット事業においてはチャットレディJPとしている。
ライバー事業においては、17LIVEやTiktokを中心に活動。メディア出演も行っているみぃ子もこのレーベルである。

## 略歴
- 2004年（7月） - ライブ配信プラットフォームへの配信者の供給を目的とし有限会社ディストノアを設立
- 2010年（3月） - 株式会社ディストノアに商号変更
- 2013年（11月） - 不動産仲介業ルメストの運営開始
- 2014年（4月） - 飲食店カフェぼんちぃの運営開始
- 2023年（7月） - 整体美容サロンの開業

## メディア出演

### テレビ
- 給与明細2 - テレビ東京
- 紅リサーチ - テレビ朝日

### ラジオ
- みぃ子てる美のこんなのはじめて - FM FUJI
- まぃことみぃ子のチャットスタジオ - FM FUJI

### インターネット
- Abema Prime
- messy
- やまだ書店

### 雑誌・書籍
- 週刊プレイボーイ
- 週刊大衆
- JELLY
- 小悪魔ageha
- エッジスタイル